# Electronic Design Interchange Format
 (décembre 2022).
Si vous disposez d'ouvrages ou d'articles de référence ou si vous connaissez des sites web de qualité traitant du thème abordé ici, merci de compléter l'article en donnant les références utiles à sa vérifiabilité et en les liant à la section « Notes et références ».
 (décembre 2022).
Electronic Design Interchange Format généralement mentionné sous la forme abrégée EDIF, est un terme anglais désignant un format de fichier utilisé dans le domaine de la microélectronique par les logiciels de conception assistée par ordinateur.
Étant défini par un comité plutôt que dicté par un seul fabricant, l’EDIF est interopérable, c'est-à-dire utilisable par des applications différentes. Les principales utilisations sont l'échange de netlist (liste des liens entre composants) et de schémas électroniques.